# Youssef Tourabi
Youssef Tourabi (arab. يوسف الترابي ur. 18 kwietnia 1989 w Ben Guerir lub Laayoune) – marokański piłkarz grający na pozycji środkowego obrońcy w Moghrebie Tétouan. Reprezentant kraju.

## Kariera

### Kariera klubowa
Youssef Tourabi zaczynał karierę w 2006 roku w Wydadzie Casablanca. Jedyny mecz rozegrał w sezonie 2009/2010, wtedy też jego drużyna zdobyła mistrzostwo kraju.
W 2010 roku został zawodnikiem FARu Rabat, Nie rozegrał tam żadnego meczu.
W 2011 roku Youssef Tourabi przeniósł się do KACu Kénitra. Pierwszy mecz rozegrał tam 18 października 2011 roku w spotkaniu przeciwko Wydadowi Fez, zremisowanym 1:1. Pierwszą bramkę strzelił 2 mecze później, tym razem w spotkaniu przeciwko Hassanii Agadir, które odbyło się 6 stycznia 2012 roku. Youssef Tourabi po dobitce wyrównał w 32. minucie. Łącznie na tym etapie gry w tym klubie rozegrał 15 meczów i strzelił 1 bramkę.
12 stycznia 2013 roku przeniósł się do OC Safi. Zadebiutował tam 9 lutego 2013 roku w starciu przeciwko FUSowi Rabat, mecz zakończył się bezbramkowym remisem. Łącznie w tym zespole rozegrał 19 meczów.
1 sierpnia 2014 roku powrócił do Kénitry. Ponowny debiut w barwach tego zespołu zaliczył 22 sierpnia 2014 roku w meczu przeciwko Wydadowi Casablanca, przegranym 3:1, w tym spotkaniu Tourabi otrzymał żółtą kartkę. Ponownie do siatki trafił w kolejnym sezonie. 23 kwietnia 2016 roku zagrał przeciwko Moghrebowi Tétouan. Wtedy Youssef Touarbi wyrównał na 1:1 w 10. minucie. Łącznie w tym klubie rozegrał 39 meczów i strzelił 1 bramkę.
15 sierpnia 2016 roku został zawodnikiem Renaissance Berkane. Zadebiutował tam 10 października 2016 roku w meczu przeciwko Chabab Atlas Khénifra, przegranym 0:1. Pierwszą bramkę strzelił tam 19 listopada 2016 roku w starciu przeciwko Difaâ El Jadida, zremisowanym 1:1. Youssef Turabi otworzył wynik w 19. minucie. Jedyną asystę zaliczył tam 14 kwietnia 2018 roku w starciu przeciwko Chabab Rif Al Hoceima, wygranym 2:1. Asystował wtedy przy bramce na 2:1.  Łącznie w tym klubie rozegrał 31 meczów (28 ligowych), strzelił 2 bramki i raz asystował. W sezonie 2017/2018 zdobył z tym zespołem puchar Maroka.
1 lipca 2018 roku został zawodnikiem FUSu Rabat. W stołecznym zespole zadebiutował 27 sierpnia 2018 roku w starciu przeciwko Kawkabowi Marrakesz. Łącznie w tym zespole rozegrał 8 meczów.
7 sierpnia 2019 roku podpisał kontrakt z Moghrebem Tétouan, który obowiązuje do 30 czerwca 2021 roku. Zadebiutował tam 14 września 2019 roku w meczu przeciwko FARowi Rabat, wygranym 2:0. Pierwszą asystę zaliczył tam 29 września w meczu przeciwko Renaissance Zemamra. Asystował tam przy jedynej bramce, którą strzelił El Mahdi Bellaaroussi w 77. minucie. Jedyną bramkę w tym zespole strzelił tam 1 marca 2020 również w meczu przeciwko Renaissance Zemamra, wygranym 1:2. Youssef Tourabi strzelił wyrównującego gola w 48. minucie. Łącznie do 30 kwietnia 2021 Youssef Tourabi rozegrał 26 meczów (23 ligowe), strzelił 1 bramkę i tyle samo asyst.

### Kariera reprezentacyjna
Youssef Tourabi zadebiutował w reprezentacji kraju 6 września 2008 roku w meczu towarzyskim przeciwko Omanowi, zremisowanym bezbramkowo. Drugi mecz rozegrał przeciwko Botswanie, również towarzyski, zremisowany 1:1. Spotkanie odbyło się 30 marca 2011 roku.